# Hyposoter caudator
Hyposoter caudator là một loài tò vò trong họ Ichneumonidae.